# Coupe d'Afrique des vainqueurs de coupe de football 1999
Navigation
Édition précédente Édition suivante
La Coupe d'Afrique des vainqueurs de coupe de football 1999 est la vingt-cinquième édition de la Coupe d'Afrique des vainqueurs de coupe. 
Cette compétition qui oppose les vainqueurs des Coupes nationales voit le sacre de l'Africa Sports de Côte d'Ivoire, dans une finale qui se joue en deux matchs face aux Tunisiens du Club africain. Il s'agit du deuxième titre pour l'Africa Sports dans la compétition (après la victoire en 1992) et de sa quatrième finale (défaites en 1980 et 1993). Quant au Club africain, il perd là sa deuxième finale de Coupe des Coupes après celle de 1990. C'est également la troisième finale consécutive disputée par un club tunisien.
Le tenant du trophée, l'ES Tunis, ne peut pas défendre son titre car il est engagé en Ligue des champions après avoir été sacré champion de Tunisie.

## Tour préliminaire
| Équipe 1         | Résultat      | Équipe 2                  | Aller | Retour |
| ---------------- | ------------- | ------------------------- | ----- | ------ |
| ASDR Fatima      | 9 - 2         | Union Vesper              | 6 - 0 | 3 - 2  |
| Mogas 90         | 0 - 1         | LPRC Oilers               | 0 - 0 | 0 - 1  |
| Bata Bullets     | 4 - 3         | Hinsta FC                 | 4 - 2 | 0 - 1  |
| Djivan FC        | 1 - 3         | Botswana Defence Force XI | 0 - 0 | 1 - 3  |
| AS Les Marsouins | 8 - 1         | Arsenal Maseru            | 5 - 0 | 3 - 1  |
| Fire Brigade SC  | 4 - 4 2-3 tab | Saint-Michel United       | 2 - 2 | 2 - 2  |

## Premier tour
| Équipe 1                     | Résultat      | Équipe 2                  | Aller | Retour |
| ---------------------------- | ------------- | ------------------------- | ----- | ------ |
| WA Tlemcen                   | 2 - 4         | Al Shat Tripoli           | 1 - 2 | 1 - 2  |
| AS Mineurs Sangarédi         | 1 - 1 4-3 tab | LPRC Oilers               | 1 - 0 | 0 - 1  |
| FAR Rabat                    | 2 - 1         | ASC Yeggo                 | 2 - 0 | 0 - 1  |
| Wikki Tourists FC            | 4 - 1         | Renaissance FC            | 4 - 0 | 0 - 1  |
| Africa Sports                | 3 - 1         | Stade malien              | 2 - 0 | 1 - 1  |
| Simba FC                     | 3 - 2         | Tanzania Stars FC         | 2 - 1 | 1 - 1  |
| Dynamo Douala                | 3 - 1         | ASDR Fatima               | 3 - 0 | 0 - 1  |
| Club africain                | 4 - 0         | ASF Bobo-Dioulasso        | 3 - 0 | 1 - 0  |
| Power Dynamos FC             | 7 - 3         | Saint-Michel United       | 6 - 1 | 1 - 2  |
| forfait Ethiopian Coffee     | -             | InterStar                 | -     | -      |
| Mathare United               | 4 - 3         | Bata Bullets              | 2 - 0 | 2 - 3  |
| Atlético Petróleos de Luanda | 3 - 4         | AS Dragons                | 2 - 0 | 1 - 4  |
| Clube de Desportos Maxaquene | 3 - 3 6-5 tab | AS Les Marsouins          | 2 - 1 | 1 - 2  |
| Orlando Pirates              | 9 - 1         | Botswana Defence Force XI | 6 - 0 | 3 - 1  |
| Al-Masry Club                | 1 - 1 4-3 tab | Al Merreikh Omdurman      | 1 - 0 | 0 - 1  |
| Asante Kotoko                | 3 - 2         | Ndzimba Libreville        | 2 - 0 | 1 - 2  |

## Huitièmes de finale
| Équipe 1             | Résultat      | Équipe 2                     | Aller | Retour |
| -------------------- | ------------- | ---------------------------- | ----- | ------ |
| Wikki Tourists FC    | 0 - 3         | FAR Rabat                    | 0 - 1 | 0 - 2  |
| Simba FC             | 0 - 3         | Africa Sports                | 0 - 1 | 0 - 2  |
| AS Mineurs Sangarédi | 6 - 0         | Al Shat Tripoli              | 3 - 0 | 3 - 0  |
| Club africain        | 6 - 1         | Dynamo Douala                | 4 - 0 | 2 - 1  |
| forfait InterStar    | -             | Power Dynamos FC             | -     | -      |
| Orlando Pirates      | 7 - 5         | Clube de Desportos Maxaquene | 3 - 1 | 4 - 4  |
| AS Dragons           | 4 - 2         | Mathare United               | 3 - 1 | 1 - 1  |
| Asante Kotoko        | 1 - 1 2-4 tab | Al-Masry Club                | 1 - 0 | 0 - 1  |

## Quarts de finale
| Équipe 1         | Résultat | Équipe 2             | Aller | Retour |
| ---------------- | -------- | -------------------- | ----- | ------ |
| Power Dynamos FC | 2 - 3    | Club africain        | 1 - 1 | 1 - 2  |
| AS Dragons       | 1 - 3    | Al-Masry Club        | 1 - 0 | 0 - 3  |
| Orlando Pirates  | 4 - 1    | AS Mineurs Sangarédi | 1 - 0 | 3 - 1  |
| FAR Rabat        | 1 - 2    | Africa Sports        | 1 - 1 | 0 - 1  |

## Demi-finales
| Équipe 1      | Résultat      | Équipe 2        | Aller | Retour |
| ------------- | ------------- | --------------- | ----- | ------ |
| Club africain | 4 - 0         | Al-Masry Club   | 0 - 0 | 4 - 0  |
| Africa Sports | 4 - 4 3-0 tab | Orlando Pirates | 3 - 1 | 1 - 3  |

## Finale
| Équipe 1      | Résultat | Équipe 2      | Aller | Retour |
| ------------- | -------- | ------------- | ----- | ------ |
| Africa Sports | 2 - 1    | Club africain | 1 - 0 | 1 - 1  |

## Vainqueur
| Coupe d'Afrique des vainqueurs de coupe Vainqueur 1999 |
| ------------------------------------------------------ |
| Africa Sports Deuxième titre                           |